# Boy Hayje
Johan "Boy" Hayje (Amsterdam, 3 de Maio de 1949) é um ex-piloto automobilístico dos Países Baixos.
Ele participou em três Grandes Prêmios de Fórmula 1, estreando em 29 de agosto de 1976.
Após o término da sua carreira na Fórmula 1, Hayje correu no Campeonato Europeu de Renault 5 Turbo.